# Gracy Goswami
Gracy Goswami là một diễn viên truyền hình Ấn Độ. Cô bắt đầu sự nghiệp với vai diễn Nimboli (Nandini) trong bộ phim Cô dâu 8 tuổi.

## Các bộ phim
- 2014-2015 Bandhan Saari Umar Humein Sang Rehna Hai... Pinky
- 2015-2016 Cô dâu 8 tuổi... Nandini Anandi Shekhar/Nimboli Kundan Singh
- 2016 Jhalak Dikhhla Jaa 9...herself
- 2017 Crime Patrol (TV Series)...Shilpi Rane
- 2017 Bal Krishna (TV Series)...Radha
- 2017 Begum Jaan...Laadli